# Saison 2014-2015 des Cavaliers de Cleveland
La saison 2014-2015 des Cavaliers de Cleveland est la 45e saison de la franchise en NBA.

## Draft
| Tour | Choix | Joueur         | Poste | Nationalité | Provenance |
| ---- | ----- | -------------- | ----- | ----------- | ---------- |
| 1    | 1     | Andrew Wiggins | SG/SF | Canada      | Kansas     |
| 2    | 33    | Joe Harris     | SG    | États-Unis  | Virginie   |

## Classements

### Conférence
| Conférence Est | Conférence Est         | Conférence Est | Conférence Est | Conférence Est | Conférence Est | Conférence Est | Conférence Est |
| No             | Franchise              | Vic.           | Déf.           | MJ             | MR             | % V/D          | RV             |
| -------------- | ---------------------- | -------------- | -------------- | -------------- | -------------- | -------------- | -------------- |
| 1              | Hawks d'Atlanta        | 60             | 22             | 82             | 0              | 73,2%          | -              |
| 2              | Cavaliers de Cleveland | 53             | 29             | 82             | 0              | 64,6%          | 7              |
| 3              | Bulls de Chicago       | 50             | 32             | 82             | 0              | 61,0%          | 10             |
| 4              | Raptors de Toronto     | 49             | 33             | 82             | 0              | 59,8%          | 11             |
| 5              | Wizards de Washington  | 46             | 36             | 82             | 0              | 56,1%          | 14             |
| 6              | Bucks de Milwaukee     | 41             | 41             | 82             | 0              | 50,0%          | 19             |
| 7              | Celtics de Boston      | 40             | 42             | 82             | 0              | 48,8%          | 20             |
| 8              | Nets de Brooklyn       | 38             | 44             | 82             | 0              | 46,3%          | 22             |
|                |                        |                |                |                |                |                |                |
| 9              | Pacers de l'Indiana    | 38             | 44             | 82             | 0              | 46,3%          | 22             |
| 10             | Heat de Miami          | 37             | 45             | 82             | 0              | 45,1%          | 23             |
| 11             | Hornets de Charlotte   | 33             | 49             | 82             | 0              | 40,2%          | 27             |
| 12             | Pistons de Détroit     | 32             | 50             | 82             | 0              | 39,0%          | 28             |
| 13             | Magic d'Orlando        | 25             | 57             | 82             | 0              | 30,5%          | 35             |
| 14             | 76ers de Philadelphie  | 18             | 64             | 82             | 0              | 22,0%          | 42             |
| 15             | Knicks de New York     | 17             | 65             | 82             | 0              | 20,7%          | 43             |

### Division
| Division Centrale      | V  | D  | MJ | % V/D  | GB | Dom   | Ext   | Div  | Conf  |
| ---------------------- | -- | -- | -- | ------ | -- | ----- | ----- | ---- | ----- |
| Cavaliers de Cleveland | 53 | 29 | 82 | 64,6 % | -  | 31-10 | 22-19 | 11-5 | 35-17 |
| Bulls de Chicago       | 50 | 32 | 82 | 61,0 % | 3  | 27-14 | 23-18 | 8-8  | 33-19 |
| Bucks de Milwaukee     | 41 | 41 | 82 | 50,0 % | 12 | 23-18 | 18-23 | 7-9  | 30-22 |
| Pacers de l'Indiana    | 38 | 44 | 82 | 46,3 % | 15 | 23-18 | 15-26 | 8-8  | 28-24 |
| Pistons de Détroit     | 32 | 50 | 82 | 39,0 % | 21 | 18-23 | 14-27 | 6-10 | 23-29 |

## Saison régulière
| Saison régulière Total: 53-29 (Domicile : 30-10; Extérieur : 22-19) |

- Le 23 décembre 2014 lors du match contre les Timberwolves du Minnesota (victoire 124-104) l'équipe perd Anderson Varejão pour le reste de la saison.
- Le 20 mars 2015 lors de leur victoire contre les Pacers de l'Indiana, ils se qualifient pour les playoffs.
- Le 8 avril 2015 lors de leur victoire chez les Bucks de Milwaukee, ils deviennent champions de division.

Le calendrier a été annoncé le 13 août.

## Confrontations
| Conférence Est      | Conférence Est                               | Conférence Est                               | Conférence Est                               | Conférence Est                               | Conférence Ouest                             | Conférence Ouest                             | Conférence Ouest                             |
| Division Atlantique | Division Atlantique                          | Division Atlantique                          | Division Atlantique                          | Division Atlantique                          | Division Nord-Ouest                          | Division Nord-Ouest                          | Division Nord-Ouest                          |
| Équipe              | Domicile                                     | Domicile                                     | Extérieur                                    | Extérieur                                    | Équipe                                       | Domicile                                     | Extérieur                                    |
| ------------------- | -------------------------------------------- | -------------------------------------------- | -------------------------------------------- | -------------------------------------------- | -------------------------------------------- | -------------------------------------------- | -------------------------------------------- |
| Boston              | 110-79                                       | 90-99                                        | 122-121                                      | 78-117                                       | Denver                                       | 97-106                                       | 110-101                                      |
| Brooklyn            | 95-91                                        | 117-92                                       | 110-88                                       | 98-106                                       | Minnesota                                    | 125-104                                      | 106-90                                       |
| New York            | 90-95                                        |                                              | 90-87                                        | 101-83                                       | Oklahoma City                                | 108-98                                       | 94-103                                       |
| Philadelphie        | 106-90                                       | 87-86                                        | 92-95                                        |                                              | Portland                                     | 99-94                                        | 82-101                                       |
| Toronto             | 93-110                                       | 105-101                                      | 105-91                                       | 120-112                                      | Utah                                         | 106-92                                       | 100-102                                      |
|                     | 6–3                                          | 6–3                                          | 6–3                                          | 6–3                                          |                                              | 4–1                                          | 2–3                                          |
| Division            | 12–6                                         | 12–6                                         | 12–6                                         | 12–6                                         | Division                                     | 5–5                                          | 5–5                                          |
| Division Centrale   | Division Centrale                            | Division Centrale                            | Division Centrale                            | Division Centrale                            | Division Pacifique                           | Division Pacifique                           | Division Pacifique                           |
| Équipe              | Domicile                                     | Domicile                                     | Extérieur                                    | Extérieur                                    | Équipe                                       | Domicile                                     | Extérieur                                    |
| Chicago             | 108-94                                       | 99-94                                        | 114-108 (OT)                                 | 98-113                                       | Golden State                                 | 110-99                                       | 94-112                                       |
|                     |                                              |                                              |                                              |                                              | L.A. Clippers                                | 105-94                                       | 126-121                                      |
| Detroit             | 80-103                                       | 109-97                                       | 103-95                                       | 102-93                                       | L.A. Lakers                                  | 120-105                                      | 109-102                                      |
| Indiana             | 109-97                                       | 95-92                                        | 99-103                                       | 86-93                                        | Phoenix                                      | 89-79                                        | 100-107                                      |
| Milwaukee           | 111-108                                      | 80-96                                        | 108-90                                       | 104-99                                       | Sacramento                                   | 101-90                                       | 84-103                                       |
|                     | 6–2                                          | 6–2                                          | 5–3                                          | 5–3                                          |                                              | 4–0                                          | 2–3                                          |
| Division            | 11–5                                         | 11–5                                         | 11–5                                         | 11–5                                         | Division                                     | 6–3                                          | 6–3                                          |
| Division Sud-Est    | Division Sud-Est                             | Division Sud-Est                             | Division Sud-Est                             | Division Sud-Est                             | Division Sud-Ouest                           | Division Sud-Ouest                           | Division Sud-Ouest                           |
| Équipe              | Domicile                                     | Domicile                                     | Extérieur                                    | Extérieur                                    | Équipe                                       | Domicile                                     | Extérieur                                    |
| Atlanta             | 127-94                                       | 98-127                                       | 109-101                                      | 97-106                                       | Dallas                                       | 90-109                                       | 127-94                                       |
| Charlotte           | 97-88                                        | 129-90                                       | 91-87                                        |                                              | Houston                                      | 93-105                                       | 103-105 (OT)                                 |
| Miami               | 113-93                                       | 114-88                                       | 91-101                                       | 92-106                                       | Memphis                                      | 105-91                                       | 111-89                                       |
| Orlando             | 106-74                                       |                                              | 98-89                                        | 123-108                                      | New Orleans                                  | 118-111                                      | 114-119                                      |
| Washington          | 113-87                                       | 113-108 (OT)                                 | 78-91                                        | 127-89                                       | San Antonio                                  | 90-92                                        | 128-125 (OT)                                 |
|                     | 8–1                                          | 8–1                                          | 4–5                                          | 4–5                                          |                                              | 2–3                                          | 3–2                                          |
| Division            | 12–6                                         | 12–6                                         | 12–6                                         | 12–6                                         | Division                                     | 5–5                                          | 5–5                                          |
| Conférence          | 35–17 (Domicile : 20–6 ; Extérieur : 15–12)  | 35–17 (Domicile : 20–6 ; Extérieur : 15–12)  | 35–17 (Domicile : 20–6 ; Extérieur : 15–12)  | 35–17 (Domicile : 20–6 ; Extérieur : 15–12)  | Conférence                                   | 18–12 (Domicile : 11–4; Extérieur : 7–8)     | 18–12 (Domicile : 11–4; Extérieur : 7–8)     |
| Total               | 53–29 (Domicile : 31–10 ; Extérieur : 22–19) | 53–29 (Domicile : 31–10 ; Extérieur : 22–19) | 53–29 (Domicile : 31–10 ; Extérieur : 22–19) | 53–29 (Domicile : 31–10 ; Extérieur : 22–19) | 53–29 (Domicile : 31–10 ; Extérieur : 22–19) | 53–29 (Domicile : 31–10 ; Extérieur : 22–19) | 53–29 (Domicile : 31–10 ; Extérieur : 22–19) |

## Playoffs

### Premier tour

#### (2)Cavaliers de Clevelandvs.Celtics de Boston(7)
| 19 avril 2015 13:00 EDT | (en) Boxscore | Celtics de Boston 100, Cavaliers de Cleveland 113  | Celtics de Boston 100, Cavaliers de Cleveland 113 | Celtics de Boston 100, Cavaliers de Cleveland 113 |  | Quicken Loans Arena, Cleveland Affluence : 20 562 Arbitres : no 24 Mike Callahan no 26 Pat Fraher no 28 Zach Zarba no 60 James Williams | ABC |
| 19 avril 2015 13:00 EDT | (en) Boxscore | Score par quart-temps : 31-27, 23-35, 22-29, 24-22 |                                                   |                                                   |  | Quicken Loans Arena, Cleveland Affluence : 20 562 Arbitres : no 24 Mike Callahan no 26 Pat Fraher no 28 Zach Zarba no 60 James Williams | ABC |
| 19 avril 2015 13:00 EDT | (en) Boxscore | Score par mi-temps : 54-62, 46-51                  |                                                   |                                                   |  | Quicken Loans Arena, Cleveland Affluence : 20 562 Arbitres : no 24 Mike Callahan no 26 Pat Fraher no 28 Zach Zarba no 60 James Williams | ABC |
| 19 avril 2015 13:00 EDT | (en) Boxscore | Isaiah Thomas 22 Evan Turner 7 Isaiah Thomas 10    | Points Rebonds Passes d.                          | Kyrie Irving 30 Kevin Love 12 LeBron James 7      |  | Quicken Loans Arena, Cleveland Affluence : 20 562 Arbitres : no 24 Mike Callahan no 26 Pat Fraher no 28 Zach Zarba no 60 James Williams | ABC |

| 21 avril 2015 19:00 EDT | (en) Boxscore | Celtics de Boston 91, Cavaliers de Cleveland 99    | Celtics de Boston 91, Cavaliers de Cleveland 99 | Celtics de Boston 91, Cavaliers de Cleveland 99    |  | Quicken Loans Arena, Cleveland Affluence : 20 562 Arbitres : no 43 Dan Crawford no 8 Marc Davis no 15 Bennett Salvatore | TNT |
| 21 avril 2015 19:00 EDT | (en) Boxscore | Score par quart-temps : 26-25, 24-26, 18-24, 23-24 |                                                 |                                                    |  | Quicken Loans Arena, Cleveland Affluence : 20 562 Arbitres : no 43 Dan Crawford no 8 Marc Davis no 15 Bennett Salvatore | TNT |
| 21 avril 2015 19:00 EDT | (en) Boxscore | Score par mi-temps : 50-51, 41-48                  |                                                 |                                                    |  | Quicken Loans Arena, Cleveland Affluence : 20 562 Arbitres : no 43 Dan Crawford no 8 Marc Davis no 15 Bennett Salvatore | TNT |
| 21 avril 2015 19:00 EDT | (en) Boxscore | Isaiah Thomas 22 Evan Turner 12 Isaiah Thomas 7    | Points Rebonds Passes d.                        | LeBron James 30 Tristan Thompson 11 LeBron James 7 |  | Quicken Loans Arena, Cleveland Affluence : 20 562 Arbitres : no 43 Dan Crawford no 8 Marc Davis no 15 Bennett Salvatore | TNT |

| 23 avril 2015 19:00 EDT | (en) Boxscore | Cavaliers de Cleveland 103, Celtics de Boston 95   | Cavaliers de Cleveland 103, Celtics de Boston 95 | Cavaliers de Cleveland 103, Celtics de Boston 95 |  | TD Garden, Boston Affluence : 18 624 Arbitres : no 43 Dan Crawford no 8 Marc Davis no 15 Bennett Salvatore | TNT |
| 23 avril 2015 19:00 EDT | (en) Boxscore | Score par quart-temps : 31-25, 25-23, 28-28, 19-19 |                                                  |                                                  |  | TD Garden, Boston Affluence : 18 624 Arbitres : no 43 Dan Crawford no 8 Marc Davis no 15 Bennett Salvatore | TNT |
| 23 avril 2015 19:00 EDT | (en) Boxscore | Score par mi-temps : 56-48, 47-47                  |                                                  |                                                  |  | TD Garden, Boston Affluence : 18 624 Arbitres : no 43 Dan Crawford no 8 Marc Davis no 15 Bennett Salvatore | TNT |
| 23 avril 2015 19:00 EDT | (en) Boxscore | LeBron James 31 LeBron James 11 Kyrie Irving 6     | Points Rebonds Passes d.                         | Sullinger, Turner 19 Evan Turner 8               |  | TD Garden, Boston Affluence : 18 624 Arbitres : no 43 Dan Crawford no 8 Marc Davis no 15 Bennett Salvatore | TNT |

| 26 avril 2015 13:00 EDT | (en) Boxscore | Cavaliers de Cleveland 101, Celtics de Boston 93   | Cavaliers de Cleveland 101, Celtics de Boston 93 | Cavaliers de Cleveland 101, Celtics de Boston 93        |  | TD Garden, Boston Affluence : 18 624 Arbitres : no 25 Tony Brothers no 20 Leroy Richardson no 30 John Goble | ABC |
| 26 avril 2015 13:00 EDT | (en) Boxscore | Score par quart-temps : 29-19, 28-17, 13-25, 31-32 |                                                  |                                                         |  | TD Garden, Boston Affluence : 18 624 Arbitres : no 25 Tony Brothers no 20 Leroy Richardson no 30 John Goble | ABC |
| 26 avril 2015 13:00 EDT | (en) Boxscore | Score par mi-temps : 57-36, 44-57                  |                                                  |                                                         |  | TD Garden, Boston Affluence : 18 624 Arbitres : no 25 Tony Brothers no 20 Leroy Richardson no 30 John Goble | ABC |
| 26 avril 2015 13:00 EDT | (en) Boxscore | LeBron James 27 Irving, Mozgov 11 LeBron James 8   | Points Rebonds Passes d.                         | Sullinger, Thomas 21 Jared Sullinger 11 Isaiah Thomas 9 |  | TD Garden, Boston Affluence : 18 624 Arbitres : no 25 Tony Brothers no 20 Leroy Richardson no 30 John Goble | ABC |
| 26 avril 2015 13:00 EDT | (en) Boxscore | Cleveland remporte la série 4 à 0.                 |                                                  |                                                         |  | TD Garden, Boston Affluence : 18 624 Arbitres : no 25 Tony Brothers no 20 Leroy Richardson no 30 John Goble | ABC |

Matchs de saison régulière
Égalité dans la série 2 à 2.
| 14 novembre 2014 | Rapport | Cavaliers de Cleveland 122, Celtics de Boston 121 | Cavaliers de Cleveland 122, Celtics de Boston 121 | Cavaliers de Cleveland 122, Celtics de Boston 121 |  | TD Garden, Boston |

| 3 mars 2015 | Rapport | Celtics de Boston 79, Cavaliers de Cleveland 110 | Celtics de Boston 79, Cavaliers de Cleveland 110 | Celtics de Boston 79, Cavaliers de Cleveland 110 |  | Quicken Loans Arena, Cleveland |

| 10 avril 2015 | Rapport | Celtics de Boston 99, Cavaliers de Cleveland 90 | Celtics de Boston 99, Cavaliers de Cleveland 90 | Celtics de Boston 99, Cavaliers de Cleveland 90 |  | Quicken Loans Arena, Cleveland |

| 12 avril 2015 | Rapport | Cavaliers de Cleveland 78, Celtics de Boston 117 | Cavaliers de Cleveland 78, Celtics de Boston 117 | Cavaliers de Cleveland 78, Celtics de Boston 117 |  | TD Garden, Boston |

Dernière rencontre en playoffsDemi-finale de conférence Est 2010 (Boston gagne 4-2).

#### Demi-finale de conférence

##### (2)Cavaliers de Clevelandvs.Bulls de Chicago(3)
| 4 mai 2015 19:00 EDT | (en) Boxscore | Bulls de Chicago 99, Cavaliers de Cleveland 92     | Bulls de Chicago 99, Cavaliers de Cleveland 92 | Bulls de Chicago 99, Cavaliers de Cleveland 92 |  | Quicken Loans Arena, Cleveland Affluence : 20 562 Arbitres : no 41 Ken Mauer no 14 Ed Malloy no 45 Brian Forte no 6 Tony Brown | TNT |
| 4 mai 2015 19:00 EDT | (en) Boxscore | Score par quart-temps : 27-15, 22-29, 32-26, 18-22 |                                                |                                                |  | Quicken Loans Arena, Cleveland Affluence : 20 562 Arbitres : no 41 Ken Mauer no 14 Ed Malloy no 45 Brian Forte no 6 Tony Brown | TNT |
| 4 mai 2015 19:00 EDT | (en) Boxscore | Score par mi-temps : 49-44, 50-48                  |                                                |                                                |  | Quicken Loans Arena, Cleveland Affluence : 20 562 Arbitres : no 41 Ken Mauer no 14 Ed Malloy no 45 Brian Forte no 6 Tony Brown | TNT |
| 4 mai 2015 19:00 EDT | (en) Boxscore | Derrick Rose 25 Pau Gasol 10 Jimmy Butler 6        | Points Rebonds Passes d.                       | Kyrie Irving 30 LeBron James 15 LeBron James 9 |  | Quicken Loans Arena, Cleveland Affluence : 20 562 Arbitres : no 41 Ken Mauer no 14 Ed Malloy no 45 Brian Forte no 6 Tony Brown | TNT |

| 6 mai 2015 19:00 EDT | (en) Boxscore | Bulls de Chicago 91, Cavaliers de Cleveland 106    | Bulls de Chicago 91, Cavaliers de Cleveland 106 | Bulls de Chicago 91, Cavaliers de Cleveland 106           |  | Quicken Loans Arena, Cleveland Affluence : 20 562 Arbitres : no 13 Monty McCutchen no 19 James Capers no 60 James Williams no 16 David Guthrie | TNT |
| 6 mai 2015 19:00 EDT | (en) Boxscore | Score par quart-temps : 18-38, 27-26, 26-23, 20-19 |                                                 |                                                           |  | Quicken Loans Arena, Cleveland Affluence : 20 562 Arbitres : no 13 Monty McCutchen no 19 James Capers no 60 James Williams no 16 David Guthrie | TNT |
| 6 mai 2015 19:00 EDT | (en) Boxscore | Score par mi-temps : 45-64, 46-42                  |                                                 |                                                           |  | Quicken Loans Arena, Cleveland Affluence : 20 562 Arbitres : no 13 Monty McCutchen no 19 James Capers no 60 James Williams no 16 David Guthrie | TNT |
| 6 mai 2015 19:00 EDT | (en) Boxscore | Jimmy Butler 18 Derrick Rose 7 Derrick Rose 10     | Points Rebonds Passes d.                        | LeBron James 33 Tristan Thompson 12 Matthew Dellavedova 9 |  | Quicken Loans Arena, Cleveland Affluence : 20 562 Arbitres : no 13 Monty McCutchen no 19 James Capers no 60 James Williams no 16 David Guthrie | TNT |

| 8 mai 2015 20:00 EDT | (en) Boxscore | Cavaliers de Cleveland 96, Bulls de Chicago 99      | Cavaliers de Cleveland 96, Bulls de Chicago 99 | Cavaliers de Cleveland 96, Bulls de Chicago 99 |  | United Center, Chicago Affluence : 22 246 Arbitres : no 24 Mike Callahan no 25 Tony Brothers no 42 Eric Lewis | ESPN |
| 8 mai 2015 20:00 EDT | (en) Boxscore | Score par quart-temps : 24-18, 25-29, 24-27, 23-25  |                                                |                                                |  | United Center, Chicago Affluence : 22 246 Arbitres : no 24 Mike Callahan no 25 Tony Brothers no 42 Eric Lewis | ESPN |
| 8 mai 2015 20:00 EDT | (en) Boxscore | Score par mi-temps : 49-47, 47-52                   |                                                |                                                |  | United Center, Chicago Affluence : 22 246 Arbitres : no 24 Mike Callahan no 25 Tony Brothers no 42 Eric Lewis | ESPN |
| 8 mai 2015 20:00 EDT | (en) Boxscore | LeBron James 27 Tristan Thompson 13 LeBron James 14 | Points Rebonds Passes d.                       | Derrick Rose 30 Joakim Noah 11 Derrick Rose 7  |  | United Center, Chicago Affluence : 22 246 Arbitres : no 24 Mike Callahan no 25 Tony Brothers no 42 Eric Lewis | ESPN |

| 10 mai 2015 15:30 EDT | (en) Boxscore | Cavaliers de Cleveland 86, Bulls de Chicago 84     | Cavaliers de Cleveland 86, Bulls de Chicago 84 | Cavaliers de Cleveland 86, Bulls de Chicago 84 |  | United Center, Chicago Affluence : 22 256 Arbitres : no 48 Scott Foster no 23 Jason Phillips no 49 Tom Washington | ABC |
| 10 mai 2015 15:30 EDT | (en) Boxscore | Score par quart-temps : 26-28, 23-17, 12-23, 25-16 |                                                |                                                |  | United Center, Chicago Affluence : 22 256 Arbitres : no 48 Scott Foster no 23 Jason Phillips no 49 Tom Washington | ABC |
| 10 mai 2015 15:30 EDT | (en) Boxscore | Score par mi-temps : 49-45, 37-39                  |                                                |                                                |  | United Center, Chicago Affluence : 22 256 Arbitres : no 48 Scott Foster no 23 Jason Phillips no 49 Tom Washington | ABC |
| 10 mai 2015 15:30 EDT | (en) Boxscore | LeBron James 25 LeBron James 14 LeBron James 8     | Points Rebonds Passes d.                       | Derrick Rose 31 Joakim Noah 15 Derrick Rose 4  |  | United Center, Chicago Affluence : 22 256 Arbitres : no 48 Scott Foster no 23 Jason Phillips no 49 Tom Washington | ABC |

| 12 mai 2015 19:00 EDT | (en) Boxscore | Bulls de Chicago 101, Cavaliers de Cleveland 106    | Bulls de Chicago 101, Cavaliers de Cleveland 106 | Bulls de Chicago 101, Cavaliers de Cleveland 106 |  | Quicken Loans Arena, Cleveland Affluence : 20 562 Arbitres : no 17 Joe Crawford no 9 Derrick Stafford no 28 Zach Zarba no 58 Josh Tiven | TNT |
| 12 mai 2015 19:00 EDT | (en) Boxscore | Score par quart-temps : 24-25, 20-29, 27-26, 30-26  |                                                  |                                                  |  | Quicken Loans Arena, Cleveland Affluence : 20 562 Arbitres : no 17 Joe Crawford no 9 Derrick Stafford no 28 Zach Zarba no 58 Josh Tiven | TNT |
| 12 mai 2015 19:00 EDT | (en) Boxscore | Score par mi-temps :' 44-54, 57-52                  |                                                  |                                                  |  | Quicken Loans Arena, Cleveland Affluence : 20 562 Arbitres : no 17 Joe Crawford no 9 Derrick Stafford no 28 Zach Zarba no 58 Josh Tiven | TNT |
| 12 mai 2015 19:00 EDT | (en) Boxscore | Jimmy Butler 29 Butler, Rose, Noah 9 Derrick Rose 7 | Points Rebonds Passes d.                         | LeBron James 38 LeBron James 12 LeBron James 6   |  | Quicken Loans Arena, Cleveland Affluence : 20 562 Arbitres : no 17 Joe Crawford no 9 Derrick Stafford no 28 Zach Zarba no 58 Josh Tiven | TNT |

| 14 mai 2015 20:00 EDT | (en) Boxscore | Cavaliers de Cleveland 94, Bulls de Chicago 73             | Cavaliers de Cleveland 94, Bulls de Chicago 73 | Cavaliers de Cleveland 94, Bulls de Chicago 73 |  | United Center, Chicago Affluence : 22 695 Arbitres : no 43 Dan Crawford no 8 Marc Davis no 65 Sean Wright | ESPN |
| 14 mai 2015 20:00 EDT | (en) Boxscore | Score par quart-temps : 33-31, 25-13, 15-16, 21-13         |                                                |                                                |  | United Center, Chicago Affluence : 22 695 Arbitres : no 43 Dan Crawford no 8 Marc Davis no 65 Sean Wright | ESPN |
| 14 mai 2015 20:00 EDT | (en) Boxscore | Score par mi-temps : 58-44, 36-29                          |                                                |                                                |  | United Center, Chicago Affluence : 22 695 Arbitres : no 43 Dan Crawford no 8 Marc Davis no 65 Sean Wright | ESPN |
| 14 mai 2015 20:00 EDT | (en) Boxscore | Matthew Dellavedova 19 Tristan Thompson 17 LeBron James 11 | Points Rebonds Passes d.                       | Jimmy Butler 20 Joakim Noah 11 Derrick Rose 6  |  | United Center, Chicago Affluence : 22 695 Arbitres : no 43 Dan Crawford no 8 Marc Davis no 65 Sean Wright | ESPN |
| 14 mai 2015 20:00 EDT | (en) Boxscore | Cleveland remporte la série 4 à 2.                         |                                                |                                                |  | United Center, Chicago Affluence : 22 695 Arbitres : no 43 Dan Crawford no 8 Marc Davis no 65 Sean Wright | ESPN |

Matchs de saison régulière
Cleveland gagne la série 3 à 1.
| 31 octobre 2014 | Rapport | Cavaliers de Cleveland 114, Bulls de Chicago 108 (OT) | Cavaliers de Cleveland 114, Bulls de Chicago 108 (OT) | Cavaliers de Cleveland 114, Bulls de Chicago 108 (OT) |  | United Center, Chicago |

| 19 janvier 2015 | Rapport | Bulls de Chicago 94, Cavaliers de Cleveland 108 | Bulls de Chicago 94, Cavaliers de Cleveland 108 | Bulls de Chicago 94, Cavaliers de Cleveland 108 |  | Quicken Loans Arena, Cleveland |

| 12 février 2015 | Rapport | Cavaliers de Cleveland 98, Bulls de Chicago 113 | Cavaliers de Cleveland 98, Bulls de Chicago 113 | Cavaliers de Cleveland 98, Bulls de Chicago 113 |  | United Center, Chicago |

| 5 avril 2015 | Rapport | Bulls de Chicago 94, Cavaliers de Cleveland 99 | Bulls de Chicago 94, Cavaliers de Cleveland 99 | Bulls de Chicago 94, Cavaliers de Cleveland 99 |  | Quicken Loans Arena, Cleveland |

Dernière rencontre en playoffsPremier tour de conférence Est 2010 (Cleveland gagne 4-1).

#### Finale de conférence

##### (1)Hawks d'Atlantavs.Cavaliers de Cleveland(2)
| 20 mai 2015 20:30 EDT | (en) Boxscore | Cavaliers de Cleveland 97, Hawks d'Atlanta 89      | Cavaliers de Cleveland 97, Hawks d'Atlanta 89 | Cavaliers de Cleveland 97, Hawks d'Atlanta 89 |  | Philips Arena, Atlanta Affluence : 18 489 Arbitres : no 48 Scott Foster no 23 Jason Phillips no 26 Pat Fraher | TNT |
| 20 mai 2015 20:30 EDT | (en) Boxscore | Score par quart-temps : 20-26, 31-25, 23-16, 23-22 |                                               |                                               |  | Philips Arena, Atlanta Affluence : 18 489 Arbitres : no 48 Scott Foster no 23 Jason Phillips no 26 Pat Fraher | TNT |
| 20 mai 2015 20:30 EDT | (en) Boxscore | Score par mi-temps : 51-51, 46-38                  |                                               |                                               |  | Philips Arena, Atlanta Affluence : 18 489 Arbitres : no 48 Scott Foster no 23 Jason Phillips no 26 Pat Fraher | TNT |
| 20 mai 2015 20:30 EDT | (en) Boxscore | LeBron James 31 Timofeï Mozgov 11 Irving, James 6  | Points Rebonds Passes d.                      | Jeff Teague 27 3 joueurs 7 Schröder, Teague 4 |  | Philips Arena, Atlanta Affluence : 18 489 Arbitres : no 48 Scott Foster no 23 Jason Phillips no 26 Pat Fraher | TNT |

| 22 mai 2015 20:30 EDT | (en) Boxscore | Cavaliers de Cleveland 94, Hawks d'Atlanta 82       | Cavaliers de Cleveland 94, Hawks d'Atlanta 82 | Cavaliers de Cleveland 94, Hawks d'Atlanta 82 |  | Philips Arena, Atlanta Affluence : 18 670 Arbitres : no 17 Joe Crawford no 22 Bill Spooner no 24 Mike Callahan | TNT |
| 22 mai 2015 20:30 EDT | (en) Boxscore | Score par quart-temps : 26-21, 28-28, 30-17, 10-16  |                                               |                                               |  | Philips Arena, Atlanta Affluence : 18 670 Arbitres : no 17 Joe Crawford no 22 Bill Spooner no 24 Mike Callahan | TNT |
| 22 mai 2015 20:30 EDT | (en) Boxscore | Score par mi-temps : 54-49, 40-33                   |                                               |                                               |  | Philips Arena, Atlanta Affluence : 18 670 Arbitres : no 17 Joe Crawford no 22 Bill Spooner no 24 Mike Callahan | TNT |
| 22 mai 2015 20:30 EDT | (en) Boxscore | LeBron James 30 Tristan Thompson 16 LeBron James 11 | Points Rebonds Passes d.                      | Dennis Schröder 13 Mike Scott 7 Jeff Teague 6 |  | Philips Arena, Atlanta Affluence : 18 670 Arbitres : no 17 Joe Crawford no 22 Bill Spooner no 24 Mike Callahan | TNT |

| 24 mai 2015 20:30 EDT | (en) Boxscore | Hawks d'Atlanta 111, Cavaliers de Cleveland 114               | Hawks d'Atlanta 111, Cavaliers de Cleveland 114 | Hawks d'Atlanta 111, Cavaliers de Cleveland 114 | OT | Quicken Loans Arena, Cleveland Affluence : 20 562 Arbitres : no 41 Ken Mauer no 14 Ed Malloy no 25 Tony Brothers no 30 John Goble | TNT |
| 24 mai 2015 20:30 EDT | (en) Boxscore | Score par quart-temps : 24-21, 25-27, 27-33, 28-23, OT : 7-10 |                                                 |                                                 | OT | Quicken Loans Arena, Cleveland Affluence : 20 562 Arbitres : no 41 Ken Mauer no 14 Ed Malloy no 25 Tony Brothers no 30 John Goble | TNT |
| 24 mai 2015 20:30 EDT | (en) Boxscore | Score par mi-temps : 49-48, 62-66                             |                                                 |                                                 | OT | Quicken Loans Arena, Cleveland Affluence : 20 562 Arbitres : no 41 Ken Mauer no 14 Ed Malloy no 25 Tony Brothers no 30 John Goble | TNT |
| 24 mai 2015 20:30 EDT | (en) Boxscore | Jeff Teague 30 Millsap, Scott Jeff Teague 7                   | Points Rebonds Passes d.                        | LeBron James 37 LeBron James 18 LeBron James 13 | OT | Quicken Loans Arena, Cleveland Affluence : 20 562 Arbitres : no 41 Ken Mauer no 14 Ed Malloy no 25 Tony Brothers no 30 John Goble | TNT |

| 26 mai 2015 20:30 EDT | (en) Boxscore | Hawks d'Atlanta 88, Cavaliers de Cleveland 118     | Hawks d'Atlanta 88, Cavaliers de Cleveland 118 | Hawks d'Atlanta 88, Cavaliers de Cleveland 118     |  | Quicken Loans Arena, Cleveland Affluence : 20 562 Arbitres : no 43 Dan Crawford no 9 Derrick Stafford no 8 Marc Davis no 42 Eric Lewis | TNT |
| 26 mai 2015 20:30 EDT | (en) Boxscore | Score par quart-temps : 20-32, 22-27, 18-26, 28-33 |                                                |                                                    |  | Quicken Loans Arena, Cleveland Affluence : 20 562 Arbitres : no 43 Dan Crawford no 9 Derrick Stafford no 8 Marc Davis no 42 Eric Lewis | TNT |
| 26 mai 2015 20:30 EDT | (en) Boxscore | Score par mi-temps : 42-59, 46-59                  |                                                |                                                    |  | Quicken Loans Arena, Cleveland Affluence : 20 562 Arbitres : no 43 Dan Crawford no 9 Derrick Stafford no 8 Marc Davis no 42 Eric Lewis | TNT |
| 26 mai 2015 20:30 EDT | (en) Boxscore | Jeff Teague 17 Paul Millsap 10 Horford, Millsap 5  | Points Rebonds Passes d.                       | LeBron James 23 Tristan Thompson 11 LeBron James 7 |  | Quicken Loans Arena, Cleveland Affluence : 20 562 Arbitres : no 43 Dan Crawford no 9 Derrick Stafford no 8 Marc Davis no 42 Eric Lewis | TNT |
| 26 mai 2015 20:30 EDT | (en) Boxscore | Cleveland remporte la série 4 à 0.                 |                                                |                                                    |  | Quicken Loans Arena, Cleveland Affluence : 20 562 Arbitres : no 43 Dan Crawford no 9 Derrick Stafford no 8 Marc Davis no 42 Eric Lewis | TNT |

Matchs de saison régulière
Atlanta gagne la série 3 à 1.
| 15 novembre 2014 | Rapport | Hawks d'Atlanta 94, Cavaliers de Cleveland 127 | Hawks d'Atlanta 94, Cavaliers de Cleveland 127 | Hawks d'Atlanta 94, Cavaliers de Cleveland 127 |  | Quicken Loans Arena, Cleveland |

| 17 décembre 2014 | Rapport | Hawks d'Atlanta 127, Cavaliers de Cleveland 98 | Hawks d'Atlanta 127, Cavaliers de Cleveland 98 | Hawks d'Atlanta 127, Cavaliers de Cleveland 98 |  | Quicken Loans Arena, Cleveland |

| 30 décembre 2014 | Rapport | Cavaliers de Cleveland 101, Hawks d'Atlanta 109 | Cavaliers de Cleveland 101, Hawks d'Atlanta 109 | Cavaliers de Cleveland 101, Hawks d'Atlanta 109 |  | Philips Arena, Atlanta |

| 6 mars 2015 | Rapport | Cavaliers de Cleveland 97, Hawks d'Atlanta 106 | Cavaliers de Cleveland 97, Hawks d'Atlanta 106 | Cavaliers de Cleveland 97, Hawks d'Atlanta 106 |  | Philips Arena, Atlanta |

Dernière rencontre en playoffsDemi-finale de conférence Est 2009 (Cleveland gagne 4-0).

#### Finales NBA

##### (E2)Cavaliers de Clevelandvs (O1)Warriors de Golden State
| 4 juin 2014 21:00 EDT | (en) Boxscore | Cavaliers de Cleveland 100, Warriors de Golden State 108      | Cavaliers de Cleveland 100, Warriors de Golden State 108 | Cavaliers de Cleveland 100, Warriors de Golden State 108 | OT | Oracle Arena, Oakland Affluence : 19 596 Arbitres : no 19 James Capers no 13 Monty McCutchen no 23 Jason Phillips | ABC |
| 4 juin 2014 21:00 EDT | (en) Boxscore | Score par quart-temps : 29-19, 22-29, 22-25, 25-25, OT : 2-10 |                                                          |                                                          | OT | Oracle Arena, Oakland Affluence : 19 596 Arbitres : no 19 James Capers no 13 Monty McCutchen no 23 Jason Phillips | ABC |
| 4 juin 2014 21:00 EDT | (en) Boxscore | Score par mi-temps : 51-48, 49-60                             |                                                          |                                                          | OT | Oracle Arena, Oakland Affluence : 19 596 Arbitres : no 19 James Capers no 13 Monty McCutchen no 23 Jason Phillips | ABC |
| 4 juin 2014 21:00 EDT | (en) Boxscore | LeBron James 44 Tristan Thompson 15 Irving, James 6           | Points Rebonds Passes d.                                 | Stephen Curry 26 Andrew Bogut 7 Stephen Curry 8          | OT | Oracle Arena, Oakland Affluence : 19 596 Arbitres : no 19 James Capers no 13 Monty McCutchen no 23 Jason Phillips | ABC |

| 7 juin 2014 20:00 EDT | (en) Boxscore | Cavaliers de Cleveland 95, Warriors de Golden State 93       | Cavaliers de Cleveland 95, Warriors de Golden State 93 | Cavaliers de Cleveland 95, Warriors de Golden State 93 | OT | Oracle Arena, Oakland Affluence : 19 596 Arbitres : no 48 Scott Foster no 25 Tony Brothers no 28 Zach Zarba | ABC |
| 7 juin 2014 20:00 EDT | (en) Boxscore | Score par quart-temps : 20-20, 27-25, 15-14, 25-28, OT : 8-6 |                                                        |                                                        | OT | Oracle Arena, Oakland Affluence : 19 596 Arbitres : no 48 Scott Foster no 25 Tony Brothers no 28 Zach Zarba | ABC |
| 7 juin 2014 20:00 EDT | (en) Boxscore | Score par mi-temps : 47-45, 48-38                            |                                                        |                                                        | OT | Oracle Arena, Oakland Affluence : 19 596 Arbitres : no 48 Scott Foster no 25 Tony Brothers no 28 Zach Zarba | ABC |
| 7 juin 2014 20:00 EDT | (en) Boxscore | LeBron James 39 LeBron James 16 LeBron James 11              | Points Rebonds Passes d.                               | Klay Thompson 34 Andrew Bogut 10 Curry, Iguodala 5     | OT | Oracle Arena, Oakland Affluence : 19 596 Arbitres : no 48 Scott Foster no 25 Tony Brothers no 28 Zach Zarba | ABC |

| 9 juin 2014 21:00 EDT | (en) Boxscore | Warriors de Golden State 91, Cavaliers de Cleveland 96 | Warriors de Golden State 91, Cavaliers de Cleveland 96 | Warriors de Golden State 91, Cavaliers de Cleveland 96 |  | Quicken Loans Arena, Cleveland Arbitres : no 43 Dan Crawford no 8 Marc Davis no 9 Derrick Stafford | ABC |
| 9 juin 2014 21:00 EDT | (en) Boxscore | Score par quart-temps : 20-24, 17-20, 18-28, 36-24     |                                                        |                                                        |  | Quicken Loans Arena, Cleveland Arbitres : no 43 Dan Crawford no 8 Marc Davis no 9 Derrick Stafford | ABC |
| 9 juin 2014 21:00 EDT | (en) Boxscore | Score par mi-temps : 37-44, 54-52                      |                                                        |                                                        |  | Quicken Loans Arena, Cleveland Arbitres : no 43 Dan Crawford no 8 Marc Davis no 9 Derrick Stafford | ABC |
| 9 juin 2014 21:00 EDT | (en) Boxscore | Stephen Curry 27 Green, Ezeli 7 Stephen Curry 6        | Points Rebonds Passes d.                               | LeBron James 40 Tristan Thompson 13 LeBron James 8     |  | Quicken Loans Arena, Cleveland Arbitres : no 43 Dan Crawford no 8 Marc Davis no 9 Derrick Stafford | ABC |

| 11 juin 2014 21:00 EDT | (en) Boxscore | Warriors de Golden State 103, Cavaliers de Cleveland 82          | Warriors de Golden State 103, Cavaliers de Cleveland 82 | Warriors de Golden State 103, Cavaliers de Cleveland 82 |  | Quicken Loans Arena, Cleveland Affluence : 20 562 Arbitres : no 17 Joe Crawford no 24 Mike Callahan no 41 Ken Mauer no 23 Jason Phillips | ABC |
| 11 juin 2014 21:00 EDT | (en) Boxscore | Score par quart-temps : 31-24, 23-18, 22-28, 27-12               |                                                         |                                                         |  | Quicken Loans Arena, Cleveland Affluence : 20 562 Arbitres : no 17 Joe Crawford no 24 Mike Callahan no 41 Ken Mauer no 23 Jason Phillips | ABC |
| 11 juin 2014 21:00 EDT | (en) Boxscore | Score par mi-temps : 54-42, 49-40                                |                                                         |                                                         |  | Quicken Loans Arena, Cleveland Affluence : 20 562 Arbitres : no 17 Joe Crawford no 24 Mike Callahan no 41 Ken Mauer no 23 Jason Phillips | ABC |
| 11 juin 2014 21:00 EDT | (en) Boxscore | Curry, Iguodala 22 Barnes, Iguodala, Livingston 8 Curry, Green 6 | Points Rebonds Passes d.                                | Timofeï Mozgov 28 Tristan Thompson 13 LeBron James 8    |  | Quicken Loans Arena, Cleveland Affluence : 20 562 Arbitres : no 17 Joe Crawford no 24 Mike Callahan no 41 Ken Mauer no 23 Jason Phillips | ABC |

| 14 juin 2014 20:00 EDT | (en) Boxscore | Cavaliers de Cleveland 91, Warriors de Golden State 104 | Cavaliers de Cleveland 91, Warriors de Golden State 104 | Cavaliers de Cleveland 91, Warriors de Golden State 104 |  | Oracle Arena, Oakland Affluence : 19 596 Arbitres : no 19 James Capers no 13 Monty McCutchen no 23 Jason Phillips | ABC |
| 14 juin 2014 20:00 EDT | (en) Boxscore | Score par quart-temps : 22-22, 28-29, 17-22, 24-31      |                                                         |                                                         |  | Oracle Arena, Oakland Affluence : 19 596 Arbitres : no 19 James Capers no 13 Monty McCutchen no 23 Jason Phillips | ABC |
| 14 juin 2014 20:00 EDT | (en) Boxscore | Score par mi-temps : 50-51, 41-53                       |                                                         |                                                         |  | Oracle Arena, Oakland Affluence : 19 596 Arbitres : no 19 James Capers no 13 Monty McCutchen no 23 Jason Phillips | ABC |
| 14 juin 2014 20:00 EDT | (en) Boxscore | LeBron James 40 LeBron James 14 LeBron James 11         | Points Rebonds Passes d.                                | Stephen Curry 37 Harrison Barnes 10 Andre Iguodala 7    |  | Oracle Arena, Oakland Affluence : 19 596 Arbitres : no 19 James Capers no 13 Monty McCutchen no 23 Jason Phillips | ABC |

| 16 juin 2014 21:00 EDT | (en) Boxscore | Warriors de Golden State 105, Cavaliers de Cleveland 97                                                 | Warriors de Golden State 105, Cavaliers de Cleveland 97 | Warriors de Golden State 105, Cavaliers de Cleveland 97 |  | Quicken Loans Arena, Cleveland Affluence : 20 562 Arbitres : no 48 Scott Foster no 9 Derrick Stafford no 8 Marc Davis no 28 Zach Zarba | ABC |
| 16 juin 2014 21:00 EDT | (en) Boxscore | Score par quart-temps : 28-15, 17-28, 28-18, 32-36                                                      |                                                         |                                                         |  | Quicken Loans Arena, Cleveland Affluence : 20 562 Arbitres : no 48 Scott Foster no 9 Derrick Stafford no 8 Marc Davis no 28 Zach Zarba | ABC |
| 16 juin 2014 21:00 EDT | (en) Boxscore | Score par mi-temps : 45-43, 60-54                                                                       |                                                         |                                                         |  | Quicken Loans Arena, Cleveland Affluence : 20 562 Arbitres : no 48 Scott Foster no 9 Derrick Stafford no 8 Marc Davis no 28 Zach Zarba | ABC |
| 16 juin 2014 21:00 EDT | (en) Boxscore | Curry, Iguodala 25 Draymond Green 11 Draymond Green 10                                                  | Points Rebonds Passes d.                                | LeBron James 32 LeBron James 18 LeBron James 9          |  | Quicken Loans Arena, Cleveland Affluence : 20 562 Arbitres : no 48 Scott Foster no 9 Derrick Stafford no 8 Marc Davis no 28 Zach Zarba | ABC |
| 16 juin 2014 21:00 EDT | (en) Boxscore | Golden State remporte la série 4 à 2 et remporte le titre NBA. Andre Iguodala est nommé MVP des Finales |                                                         |                                                         |  | Quicken Loans Arena, Cleveland Affluence : 20 562 Arbitres : no 48 Scott Foster no 9 Derrick Stafford no 8 Marc Davis no 28 Zach Zarba | ABC |

Matchs de saison régulière
Egalité dans la série 1 à 1.
| 9 janvier 2015 | Rapport | Cavaliers de Cleveland 94, Warriors de Golden State 112 | Cavaliers de Cleveland 94, Warriors de Golden State 112 | Cavaliers de Cleveland 94, Warriors de Golden State 112 |  | Oracle Arena, Oakland |

| 26 février 2015 | Rapport | Warriors de Golden State 99, Cavaliers de Cleveland 110 | Warriors de Golden State 99, Cavaliers de Cleveland 110 | Warriors de Golden State 99, Cavaliers de Cleveland 110 |  | Quicken Loans Arena, Cleveland |

C'est la première fois que ces deux équipes se rencontrent en Playoffs.

## Effectif actuel
| Cavaliers de Cleveland Effectif actuel                   |    |                        |                     |                                |
| Entraineur : David Blatt /                               |    |                        |                     |                                |
| Arrière, Meneur                                          | 8  | Drapeau de l'Australie | Matthew Dellavedova | Saint Mary's                   |
| Meneur                                                   | 12 | Drapeau des États-Unis | Joe Harris (R)      | Virginia                       |
| Pivot                                                    | 33 | Drapeau des États-Unis | Brendan Haywood     | North Carolina                 |
| Meneur                                                   | 2  | Drapeau des États-Unis | Kyrie Irving (C)    | Duke                           |
| Ailier                                                   | 23 | Drapeau des États-Unis | LeBron James (C)    | St Vincent St Mary High School |
| Ailier                                                   | 1  | Drapeau des États-Unis | James Jones         | Miami                          |
| Ailier fort, Pivot                                       | 0  | Drapeau des États-Unis | Kevin Love (C)      | UCLA                           |
| Ailier, Ailier fort                                      | 31 | Drapeau des États-Unis | Shawn Marion        | UNLV                           |
| Arrière, Ailier                                          | 18 | Drapeau des États-Unis | Mike Miller         | Floride                        |
| Pivot                                                    | 20 | Drapeau de la Russie   | Timofeï Mozgov      | Russie                         |
| Pivot                                                    | 3  | Drapeau des États-Unis | Kendrick Perkins    | Clifton J. Ozen (TX)           |
| Arrière                                                  | 4  | Drapeau des États-Unis | Iman Shumpert       | Georgia Tech                   |
| Arrière                                                  | 5  | Drapeau des États-Unis | J.R. Smith          | Lakewood High School           |
| Ailier fort                                              | 13 | Drapeau du Canada      | Tristan Thompson    | Texas                          |
| Ailier fort, Pivot                                       | 17 | Drapeau du Brésil      | Anderson Varejão    | Brésil                         |
| (C) - Capitaine (AL) - Agent libre (R) - Rookie - Blessé |    |                        |                     |                                |

## Contrats et salaires 2014-2015
| no                                | Joueur              | Poste | Âge   | Type de contrat | Salaire      | Fin du contrat |
| --------------------------------- | ------------------- | ----- | ----- | --------------- | ------------ | -------------- |
| Joueurs actuels                   |                     |       |       |                 |              |                |
| 8                                 | Matthew Dellavedova | SG    | 24    | Minimum         | 816 482 $    | 2015 (RFA)     |
| 12                                | Joe Harris          | SG    | 23    | Cap Space       | 884 879 $    | 2017 (RFA)     |
| 33                                | Brendan Haywood     | C     | 35    | Cap Space       | 2 213 668 $  | 2016 (UFA)     |
| 2                                 | Kyrie Irving        | PG    | 22    | Rookie          | 7 070 730 $  | 2019 (UFA)     |
| 23                                | LeBron James        | SF    | 29    | Cap Space       | 20 644 400 $ | 2015 (P)       |
| 1                                 | James Jones         | SF    | 34    | Minimum         | 915 243 $    | 2015 (UFA)     |
| 0                                 | Kevin Love          | PF    | 26    | Bird            | 15 719 063 $ | 2015 (P)       |
| 31                                | Shawn Marion        | SF    | 36    | Minimum         | 915 243 $    | 2015 (UFA)     |
| 18                                | Mike Miller         | SF    | 34    | Room            | 2 732 000 $  | 2015 (P)       |
| 20                                | Timofeï Mozgov      | C     | 28    | Bird            | 4 650 000 $  | 2015 (T)       |
| 3                                 | Kendrick Perkins    | C     | 30    | Minimum         | 274,573 $    | 2015 (UFA)     |
| 4                                 | Iman Shumpert       | SF    | 24    | Rookie          | 2 616 975 $  | 2015 (RFA)     |
| 5                                 | J. R. Smith         | SG    | 28    | Early Bird      | 5 982 375 $  | 2015 (P)       |
| 13                                | Tristan Thompson    | PF    | 23    | Rookie          | 5 138 430 $  | 2015 (RFA)     |
| 17                                | Anderson Varejão    | C     | 32    | Bird            | 9 704 545 $  | 2018 (UFA)     |
| Joueur(s) résilié(s) cette saison |                     |       |       |                 |              |                |
| -                                 | A. J. Price         | PG    | 28    | -               | 406 588 $    | -              |
| -                                 | A. J. Price         | PG    | 28    | -               | 43 786 $     | -              |
| -                                 | Will Cherry         | PG    | 24    | -               | 95 499 $     | -              |
| -                                 | Chris Crawford      | PG    | 22    | -               | 20 000 $     | -              |
|                                   |                     |       |       |                 |              |                |
| Total                             | Total               | Total | Total | Total           | 81 377 633 $ | -              |

- (UFA) = Le joueur est libre de signer ou il veut à la fin de la saison.
- (RFA) = Le joueur peut signer un contrat avec l’équipe de son choix, mais son équipe de départ a le droit de s’aligner sur n’importe quelle offre qui lui sera faite.
- (P) =  Le joueur décide de rester une saison supplémentaire avec son équipe ou pas. S'il décide de ne pas rester, il devient agent libre.
- (T) =  L'équipe décide de conserver (ou non) son joueur pour une saison supplémentaire. Si elle ne le garde pas, il devient agent libre.
- 2015 = Joueurs qui peuvent quitter le club à la fin de cette saison.

## Transferts

### Échanges
| Juillet           | Juillet | Juillet | Juillet                 |
| ----------------- | --- | --- | ----------------------- |
| 11 juillet 2014   | Échange à deux équipes | Échange à deux équipes | Échange à deux équipes  |
| 11 juillet 2014   | Vers Pelicans de La Nouvelle-Orléans - Alonzo Gee | Vers Cavaliers de Cleveland - Choix de second tour draft 2016                                                                           | [ 3 ]                   |
| 12 juillet 2014   | Échange à deux équipes | Échange à deux équipes | Échange à deux équipes  |
| 12 juillet 2014   | Vers Hornets de Charlotte - Scotty Hopson - Compensation financière | Vers Cavaliers de Cleveland - Brendan Haywood - Droits sur le no 45 de la draft 2014 : Dwight Powell                                    | [ 4 ]                   |
| 22 juillet 2014   | Échange à deux équipes | Échange à deux équipes | Échange à deux équipes  |
| 22 juillet 2014   | Vers Cavaliers de Cleveland - John Lucas III - Malcolm Thomas - Erik Murphy - Compensation financière                                                                          | Vers Jazz de l'Utah - Carrick Felix - Choix de second tour draft 2015 - Compensation financière                                         | [ 5 ]                   |
| Août              | | |                         |
| 23 août 2014      | Échange à trois équipes | Échange à trois équipes | Échange à trois équipes |
| 23 août 2014      | Vers Timberwolves du Minnesota - Andrew Wiggins (de Cleveland) - Anthony Bennett (de Cleveland) - Thaddeus Young (de Philadelphie) - "Trade exception"                         | Vers Cavaliers de Cleveland - Kevin Love (de Minnesota)                                                                                 | [ 6 ]                   |
| 23 août 2014      | Vers 76ers de Philadelphie - Luc Mbah a Moute (de Minnesota) - Alexey Shved (de Minnesota) - Premier choix de la draft 2015 (de Cleveland)                                     | | [ 6 ]                   |
| Septembre         | | |                         |
| 25 septembre 2014 | Échange à deux équipes | Échange à deux équipes | Échange à deux équipes  |
| 25 septembre 2014 | Vers Celtics de Boston - John Lucas III - Malcolm Thomas - Erik Murphy - Dwight Powell - Choix de second tour draft 2016 - Choix de second tour draft 2017 - "Trade exception" | Vers Cavaliers de Cleveland - Keith Bogans - Choix de second tour draft 2015 - Choix de second tour draft 2017                          | [ 7 ]                   |
| 27 septembre 2014 | Échange à deux équipes | Échange à deux équipes | Échange à deux équipes  |
| 27 septembre 2014 | Vers 76ers de Philadelphie - Keith Bogans - Choix de second tour draft 2018 | Vers Cavaliers de Cleveland - Choix de second tour draft 2015 - "Trade exception"                                                       | [ 8 ]                   |
| Janvier           | | |                         |
| 5 janvier 2015    | Échange à trois équipes | Échange à trois équipes | Échange à trois équipes |
| 5 janvier 2015    | Vers Knicks de New York - Lou Amundson (de Cleveland) - Alex Kirk (de Cleveland) - Lance Thomas (d'Oklahoma City) - Second choix de la draft 2019 (de Cleveland)               | Vers Cavaliers de Cleveland - Iman Shumpert (de New York) - J. R. Smith (de New York) - Second choix de la draft 2015 (d'Oklahoma City) | [ 9 ]                   |
| 5 janvier 2015    | Vers Thunder d'Oklahoma City - Dion Waiters (de Cleveland) | | [ 9 ]                   |
| 7 janvier 2015    | Échange à deux équipes | Échange à deux équipes | Échange à deux équipes  |
| 7 janvier 2015    | Vers Cavaliers de Cleveland - Timofeï Mozgov - Second choix de la draft 2015                                                                                                   | Vers Nuggets de Denver - Deux second choix de la draft 2015                                                                             | [ 10 ]                  |

## Resigne
| Date       | Joueur           | Nouveau contrat                                                                                                   | Fin du contrat | Référence |
| ---------- | ---------------- | --- | -------------- | --------- |
| 10 juillet | Kyrie Irving     | Resigne une extension de contrat de 90 000 000 $ sur 5 ans (Début du nouveau contrat lors de la saison 2015-2016) | 2020           | [ 11 ]    |
| 31 octobre | Anderson Varejão | Resigne une extension de contrat de 30 000 000 $ sur 3 ans (Début du nouveau contrat lors de la saison 2015-2016) | 2018           | [ 12 ]    |

## Free agents (Agents libres)

### Arrivés
Apparaissent seulement les joueurs ayant commencé le calendrier de la saison régulière avec l'équipe (28 octobre 2014) et les joueurs signés en cours d'année.
| Date         | Joueur                             | Contrat                                                | Provenance                                 | Référence |
| ------------ | ---------------------------------- | ------------------------------------------------------ | ------------------------------------------ | --------- |
| 20 juin      | David Blatt (Entraîneur principal) | 20 000 000 $ sur 4 ans                                 | Maccabi Tel-Aviv (Israël)                  | [ 13 ]    |
| 12 juillet   | LeBron James                       | 42 217 798 $ sur 2 ans                                 | Heat de Miami                              | [ 14 ]    |
| 22 juillet   | Joe Harris                         | 2 700 000 $ sur 3 ans                                  | Virginie (Choix no 33 de la Draft 2014)    | [ 15 ]    |
| 5 août       | James Jones Mike Miller            | 1 448 490 $ sur 1 an 5 586 940 $ sur 2 ans             | Heat de Miami Grizzlies de Memphis         | [ 16 ]    |
| 11 août      | Alex Kirk                          | 1 352 395 $ sur 2 ans                                  | Nouveau-Mexique                            | [ 17 ]    |
| 9 septembre  | Shawn Marion                       | 1 448 490 $ sur 1 an                                   | Mavericks de Dallas                        | [ 18 ]    |
| 26 septembre | Lou Amundson                       | 1 310 286 $ sur 1 an                                   | Bulls de Chicago                           | [ 19 ]    |
| 26 septembre | A. J. Price                        | 1 060 000 $ sur 1 an (Invitation camps d'entrainement) | Bulls de Chicago Timberwolves du Minnesota | [ 19 ]    |
| 2 novembre   | Will Cherry                        | 1 340 000 $ sur 1 an                                   | Charge de Canton (D-League)                | [ 20 ]    |
| 30 novembre  | A. J. Price                        | 1 007 087 $ sur 1 an                                   | Pacers de l'Indiana                        | [ 21 ]    |
| 24 février   | Kendrick Perkins                   | 435 000 $ sur 1 an                                     | Jazz de l'Utah                             | [ 22 ]    |

### Départs
| Date         | Joueur        | Raison départ | Vers ¹                     | Référence |
| ------------ | ------------- | ------------- | -------------------------- | --------- |
| 10 juillet   | Spencer Hawes | Agent libre   | Clippers de Los Angeles    | [ 23 ]    |
| 11 juillet   | C. J. Miles   | Agent libre   | Pacers de l'Indiana        | [ 24 ]    |
| 15 juillet   | Luol Deng     | Agent libre   | Heat de Miami              | [ 25 ]    |
| 1er novembre | A. J. Price   | Libéré        | Pacers de l'Indiana        | [ 26 ]    |
| 30 novembre  | Will Cherry   | Résiliation   | Žalgiris Kaunas (Lituanie) | [ 27 ]    |
| 7 janvier    | A. J. Price   | Résiliation   | -                          | [ 28 ]    |

Il s'agit de l’équipe pour laquelle le joueur a signé après son départ, il a pu entre-temps changer d'équipe ou encore de pays.

## Récompenses
| Date         | Joueur       | récompense                                                                              | Référence |
| ------------ | ------------ | --------------------------------------------------------------------------------------- | --------- |
| 17 novembre  | LeBron James | Joueur de la semaine dans la conférence Est (Semaine du 10 au 16 novembre 2014)         | [ 29 ]    |
| 1er décembre | LeBron James | Joueur de la semaine dans la conférence Est (Semaine du 24 au 30 novembre 2014)         | [ 30 ]    |
| 26 janvier   | LeBron James | Joueur de la semaine dans la conférence Est (Semaine du 19 au 25 janvier 2015)          | [ 31 ]    |
| 2 février    | Kyrie Irving | Joueur de la semaine dans la conférence Est (Semaine du 26 janvier au 1er février 2015) | [ 32 ]    |
| 4 mars       | LeBron James | Joueur du mois de février                                                               | [ 33 ]    |
| 16 mars      | Kyrie Irving | Joueur de la semaine dans la conférence Est (Semaine du 9 mars au 15 mars 2015)         | [ 34 ]    |